# Valle di Annapolis

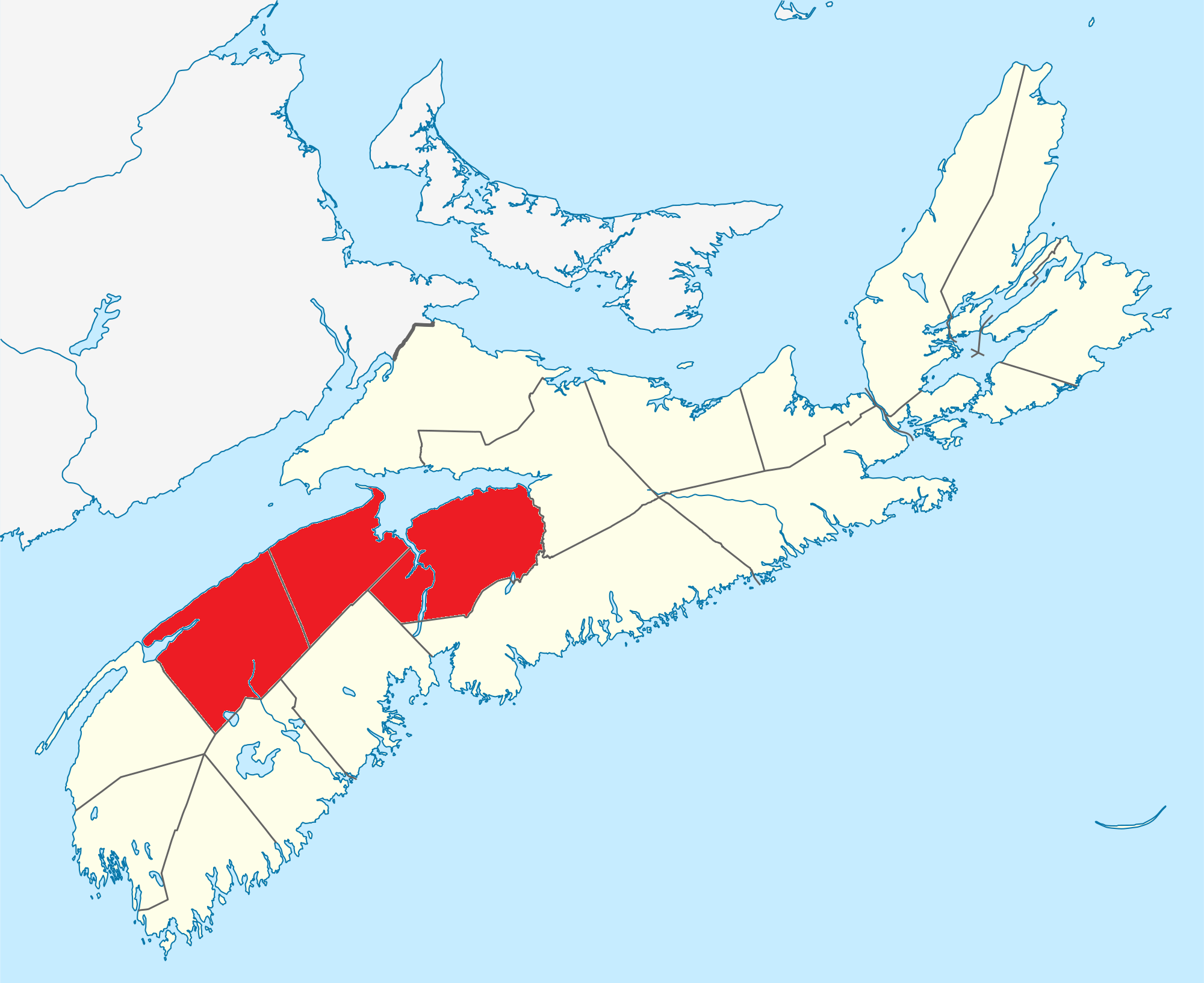
Valle di Annapolis (in rosso) nella Nuova Scozia

La Valle di Annapolis è una regione geografica del Canada situata nella provincia della Nuova Scozia. 
Essa si trova nella parte occidentale della penisola della Nuova Scozia ed è formata dalla depressione di due catene montuose parallele alla baia di Fundy.
L'istituto Statistics Canada definisce la valle di Annapolis come una regione economica, composta dalla contea di Annapolis, dalla contea di Kings e dalla contea di Hants.
La sua area totale è di circa 8367 km².

## Località principali
- Annapolis Royal
- Digby
- Middleton
- Greenwood
- Kingston
- Berwick
- Kentville
- New Minas
- Canning
- Wolfville
- Windsor